# نهر حاجی‌محمد
نهرحاجی‌محمد، روستایی از توابع بخش اروندکنار شهرستان آبادان در استان خوزستان ایران است.

## جمعیت
این روستا در دهستان نوآباد  قرار دارد و براساس سرشماری عمومی نفوس و مسکن (۱۳۹۵)، جمعیت آن ۵۶ نفر (۱۸خانوار) بوده‌است.